# Jáfet (Noé fia)

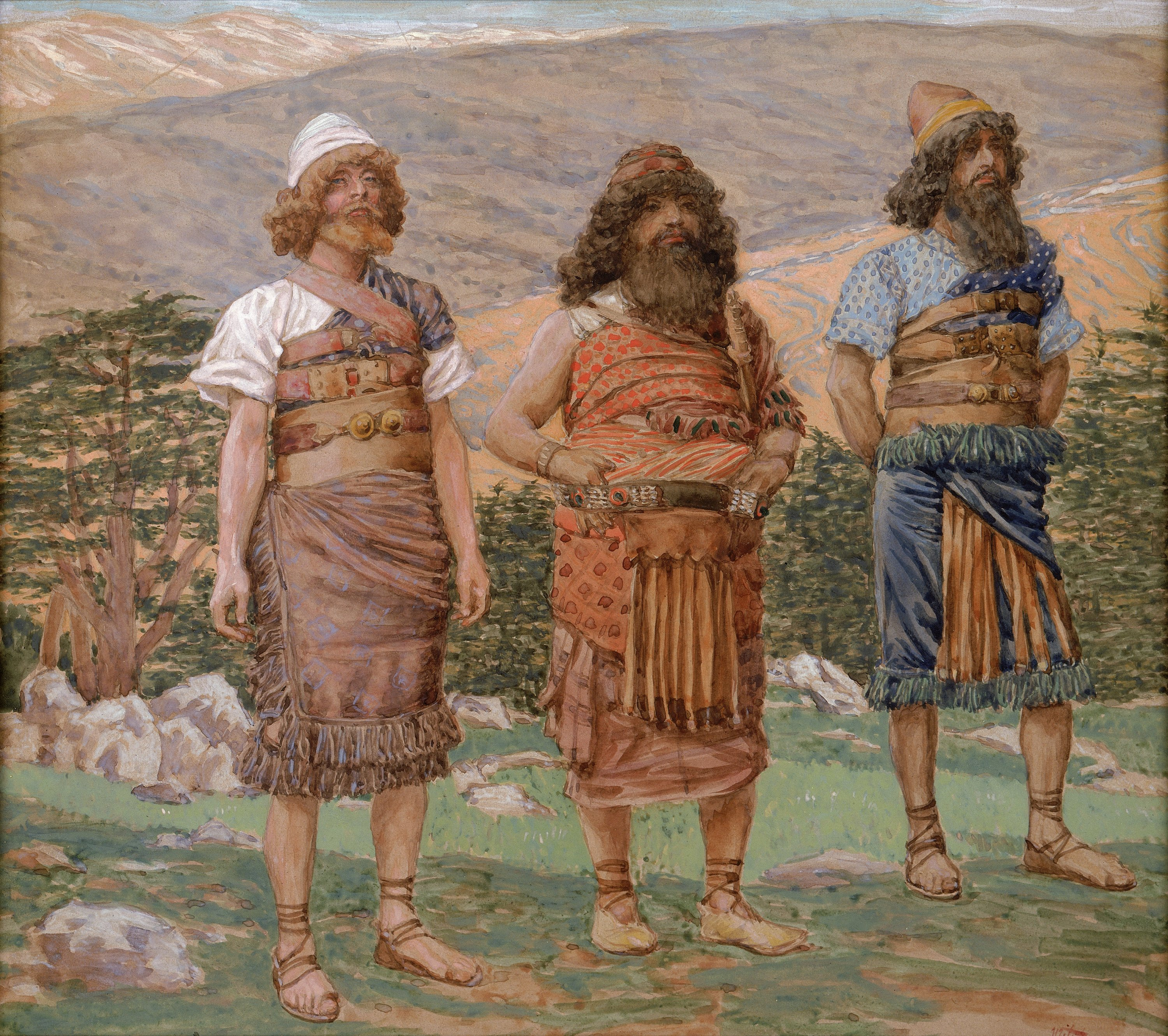
Sém, Kám és Jáfet ábrázolása

Jáfet mint bibliai alak, Noé három fiának egyike volt. Feleségével együtt ő is a bárkában vészelte át az özönvizet. Noé fiai a nagy népcsoportok ősapjaiként jelennek meg. A Biblia alapján Sém utódai a sémiták (sémi népek), Kám (más nevein: Khám, Hám) utódai a hamiták, Jáfet utódait pedig az indoeurópai népekként azonosítják.
A Teremtés könyve a Szentírásban sajátosan magyarázza a népek történelmének alakulását. Eszerint Noé szőlőt nevelt magának és a gyümölcséből bort készített, viszont a bor annyira lerészegítette, hogy az önkívülettől azt se tudta mit csinál. Így esett meg, hogy meztelenül feküdt sátrában, amit észrevett Kám, aki viszont elújságolta apja részegségét a másik két testvérének. Szem és Jáfet elszörnyülködtek és takarókkal takarták be apjukat, nehogy még nagyobb szégyen érje. Noé ezért megáldotta Szemet és Jáfetet. Bár Szemet helyezte az első sorba, de a Szentírás szerint Jáfet utódainak is hatalmas, tágas hely jutott a világon és közösen élhet Szem utódaival, míg Kám utódainak mindkettőjük utódait szolgálniuk kell (Ter 9,20-27).

## Jáfet fiai

A népcsoportok Iosephus Flavius alapján. Jáfet leszármazottai pirossal, Sém utódai zölddel, Kám leszármazottai kék színnel

Gómer, Mágóg, Mádaj, Jáván, Túbal, Mesek és Tírász (1Móz 10,2)